# Muralla musulmana de Madrid

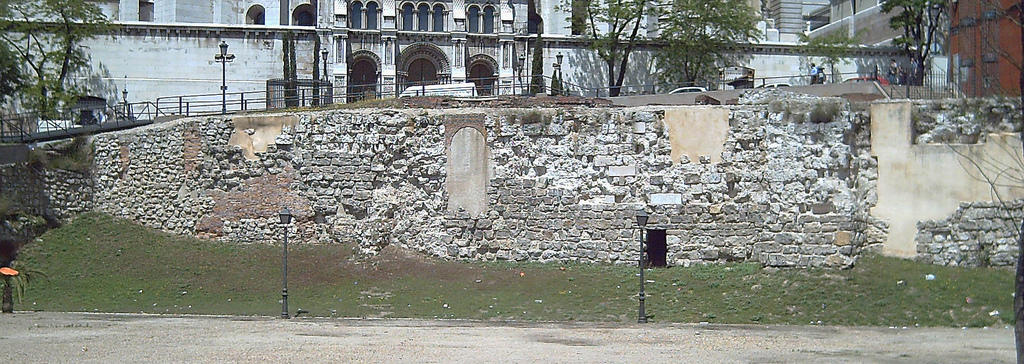
Vista general de les restes que es conserven en la costa de la Vega, al costat de la cripta de la Catedral de l'Almudena

La muralla musulmana de Madrid, de la qual es conserven alguns vestigis, es troba en la ciutat espanyola del mateix nom. Es va edificar al segle ix, durant la dominació musulmana de la península Ibèrica, en un promontori situat al costat del riu Manzanares. Formava part d'una fortalesa, al voltant de la qual es va anar desenvolupant el nucli urbà de Madrid. Fou declarada Monument Històric Artístic en l'any 1954.
Les restes de major importància, amb un interès més arqueològic que artístic, es troben en la costa de la Vega, al costat de la cripta de la Catedral de l'Almudena. Han estat integrats en el parc de Mohamed I, anomenat així en referència a Muhàmmad I de Còrdova, considerat el fundador de la ciutat.
En el carrer Major, en el número 83, al costat del viaducte que salva el carrer de Segòvia, es mantenen en peus les ruïnes de la Torre de Narigües, que probablement haguera estat una torre albarrana, amb una localització separada de la muralla pròpiament dita, però unida a aquesta a través d'un mur. La seua funció era la de servir d'alturó.
En el segle xx, algunes restes van ser destruïts. Els llenços existents a l'altura del número 12 del carrer de Bailén es van perdre amb la construcció d'un bloc de cases, si bé alguns murs es van integrar en l'estructura de l'edifici, en la seua part inferior. La remodelació de la plaça d'Oriente, finalitzada en 1996 durant el mandat de José María Álvarez del Manzano, va significar el descobriment i posterior desaparició de nombroses restes. No és el cas de la talaia coneguda com a Torre de Los Huesos, la base dels quals s'exhibeix en l'aparcament subterrani de la citada plaça.
Entre 1999 i 2000, es va posar al descobert altre tram, d'uns 70 m de longitud, sota la Plaça de l'Armeria, formada per les façanes principals del Palau Reial i de la Catedral de l'Almudena. Va ser excavat durant les obres de construcció del Museu de Col·leccions Reials (sense concloure) i podria correspondre a la Porta de la Sagra, un dels accessos al recinte emmurallat.